# Bataille de la mer d'Arafura
Opération Trikora
La bataille de la mer d'Arafura est livrée le 15 janvier 1962 au large des côtes de l'actuelle province indonésienne de Papouasie alors nommé Nouvelle-Guinée occidentale, sur l'île de Nouvelle-Guinée. Les Indonésiens appellent cette bataille Pertempuran Laut Aru (« bataille de la mer d'Aru », du nom de l'archipel voisin, les îles Aru). Cette bataille fait partie de l'opération Trikora, lancée par l'Indonésie pour éviter l'indépendance de la Nouvelle-Guinée néerlandaise.

## Localisation
La mer d'Arafura est un petit bassin d'eau chaude d’environ 700 000 km2 bordant les îles sud de l'Indonésie et les récifs au nord de l'Australie. Il a une profondeur moyenne de 50 m (200 m au maximum). Il se subdivise ensuite à l'est dans le golfe de Carpentarie.

## Affrontement

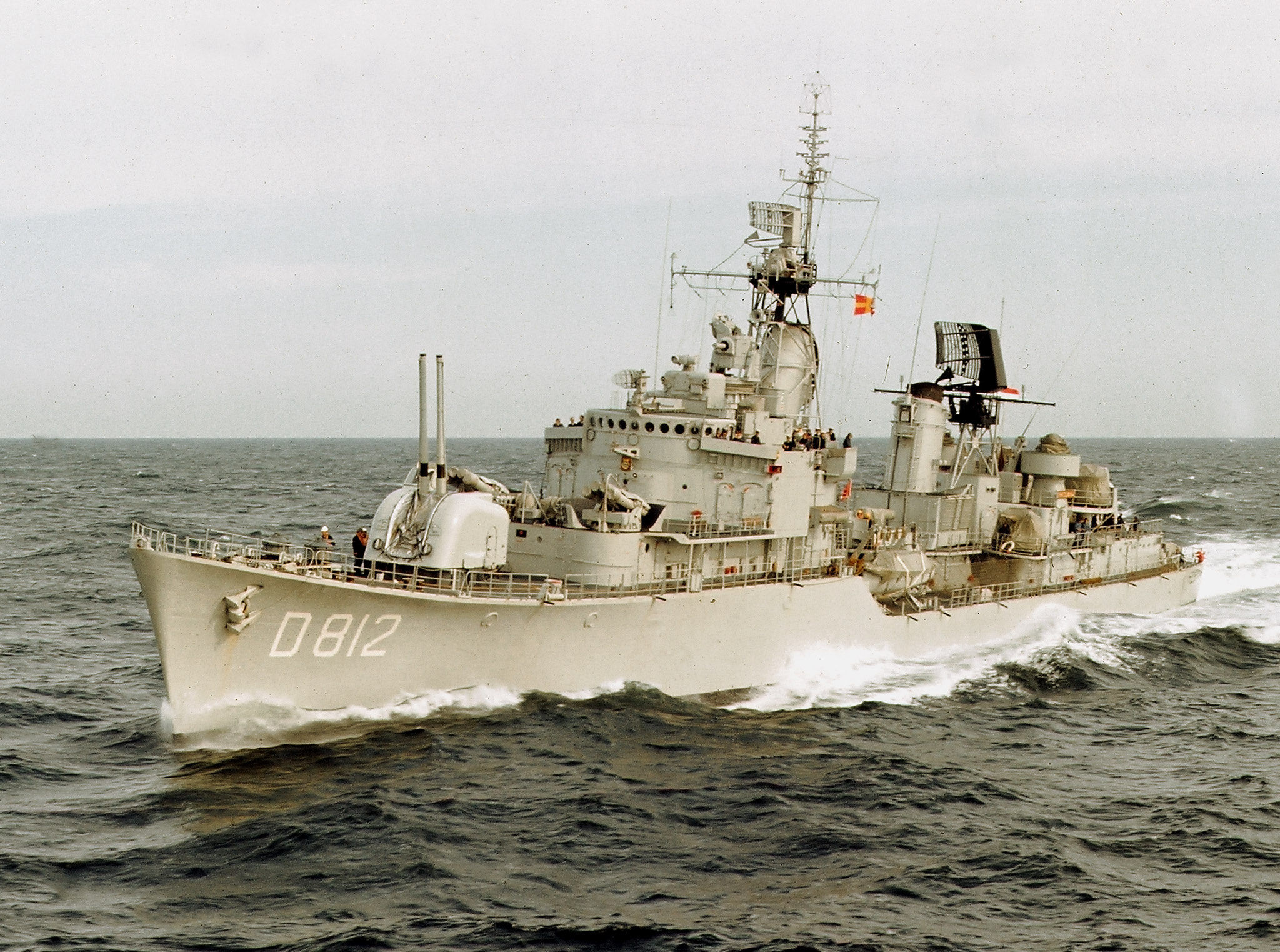
Le destroyer Hr. Ms. Friesland, de la même classe que le Hr. Ms. Utrecht

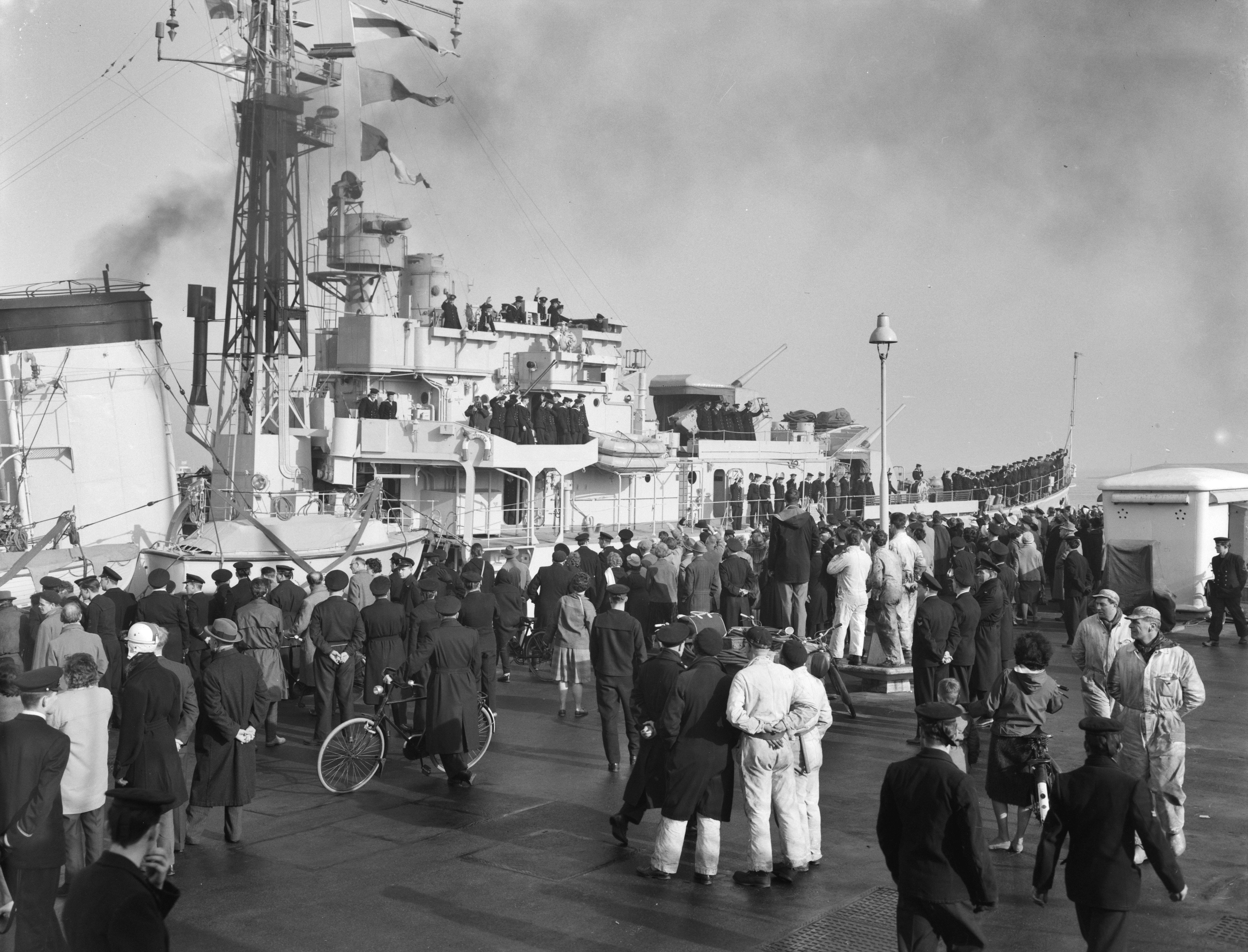
Départ de la frégate Hr. Ms. Evertsen des Pays-Bas pour la Nouvelle-Guinée en février 1961

Au début des années 1960, les Pays-Bas décident d'accélérer le processus de décolonisation de la Nouvelle-Guinée néerlandaise par le biais d'élections. L'Indonésie qui revendique la souveraineté sur la région, s'oppose au processus indépendantiste et décide de procéder à un débarquement militaire.
À cette fin, elle dépêche sur place 3 vedettes lance-torpilles de la marine indonésienne de la classe Jaguar (en) (de fabrication ouest-allemande) transportant de l'infanterie de marine, les KRI Matjan Tutul, KRI Matjan Kumbang et KRI Harimau.
Le 15 janvier 1962, cette flottille est interceptée en mer d'Arafura par le destroyer Hr. Ms. Utrecht (de la classe Friesland (en)), la frégate Hr. Ms. Evertsen de la marine royale néerlandaise et des avions Lockheed P2V Neptune et « Fairey Firefly » de l'Aéronautique navale néerlandaise. Dans l'affrontement qui s'ensuit, le Macan Tutul est coulé, un second bâtiment prend feu. Plusieurs marins et soldats sont tués, dont le commandant de l'expédition, le commodore Yos Soedarso, considéré aujourd'hui en Indonésie comme un héros national. Son nom a été donné à une des îles du lieu de la bataille, anciennement appelée Kimaam ou Dolok. À l’époque, chaque camp accusa l’autre d'avoir ouvert le feu le premier.

## Fin du conflit
Les Pays-Bas sont soucieux de ne pas envenimer le conflit et de lui trouver une issue pacifique, alors que l'URSS a lancé un ultimatum et ordonné à douze sous-marins de la marine soviétique présents sur la zone (officiellement sous pavillon indonésien) de se tenir prêts à couler tout navire s'approchant de la Nouvelle-Guinée occidentale à partir soit du 5 août 1962, soit du 10 août 1962, selon les sources. Le 31 juillet 1962, par l'accord de New York, ils acceptent de transférer l'administration de la région à l'Autorité exécutive temporaire des Nations unies, qui la remet définitivement à l'Indonésie en 1963.